# Seljord
Seljord ist eine norwegische Kommune im Fylke Telemark mit 2981 Einwohnern (Stand 1. Januar 2025). Sie grenzt im Westen an Tokke und Vinje, im Norden an Tinn, im Osten an Hjartdal, Notodden und Midt-Telemark und im Süden an Kviteseid. Seljord liegt zentral in der Telemark rund um den Seljordwasserlauf und den Seljordsvatn. Der Sitz der Verwaltung ist in der gleichnamigen Ortschaft.
Seljord wurde am 1. Januar 1838 gegründet.

## Natur
Das anstehende Gestein besteht zum großen Teil aus Quarzit. Die Haupttäler Flatdal mit dem Åmotsdal und das enge Kivledal mit dem Sundsbarmvatn münden beide am Westende des Seljordsvatn. Zwischen diesen Tälern liegt der Berg Skorve (1370 moh.), der höchste Berg der Kommune ist aber das Brattefjell (1540 moh.) im Norden.

## Geschichte
An ihrer westlichen Fassade der Kirche aus dem 10. Jahrhundert ist in Eingangsnähe eine Trojaburg aufgemalt. Vor der Kirche steht eine Skulptur Anne Grimsdalens, die den Priester Magnus Brostrup Landstad darstellt, der von 1840 bis 1848 Priester in Seljord war. Ebenso steht dort ein Stein mit 570 kg Gewicht, den der "Sterke-Nils" (Nils Olsson Langedal, 1772–1800) der Sage nach angehoben haben soll.
Im Flatdal liegt die Flatdal Kirche von 1654 sowie die Gastwirtschaft Nutheim und eine Malschule.
1944 kollidierte in der Nähe eine Junkers auf dem Deutsche-Lufthansa-Flug 7 mit einem Berg, wobei alle 15 Insassen ums Leben kamen.
Im Zentrum von Seljord gibt es viele Skulpturen und eine Gedenkstätte für amerikanische Soldaten, die 1944 auf dem Skorve gefallen sind. Die Kommune wurde 2010 die Nynorskkommune des Jahres, da sie unter anderem eine gute Sprachentwicklung für Kinder anbietet. Im Seljordsvatn, einem See, der zum Teil im Gebiet der Gemeinde liegt, soll sich ein Seeungeheuer namens Selma befinden. Ein erstes Mal soll Selma im Sommer 1750 gesichtet worden sein.

## Besiedlung
Die Bevölkerungszahl Seljords hatte ihr Maximum bereits Mitte des 17. Jahrhunderts mit fast 4000 Einwohnern. Danach sank die Zahl bis ungefähr 1910 auf gerade einmal 2900 Einwohner. Seither liegt die Einwohnerzahl bei ca. 3000. In den Jahren 1996–2006 sank sie um 6,6 % (auf 2912 Einw.). Die meisten Einwohner haben der Verwaltungssitz Seljord an der Nordwestseite des Seljordsvatn, Flatdal und die Berggegend Åmotsdal.

## Wirtschaft
Ackerbau und Waldwirtschaft sind die wichtigsten Wirtschaftszweige. Im Jahr 2004 wurden insgesamt 8200 m³ Holz -hauptsächlich Fichtenholz- geschlagen. Die Industrie wird von den Zweigen Holzverarbeitung, Möbelindustrie, Nahrungsmittel und Werkstätten dominiert.
Das Sundsbarm Kraftwerk am Sundsbarmvatnet wurde auf eine Größe von 110 MW ausgebaut.

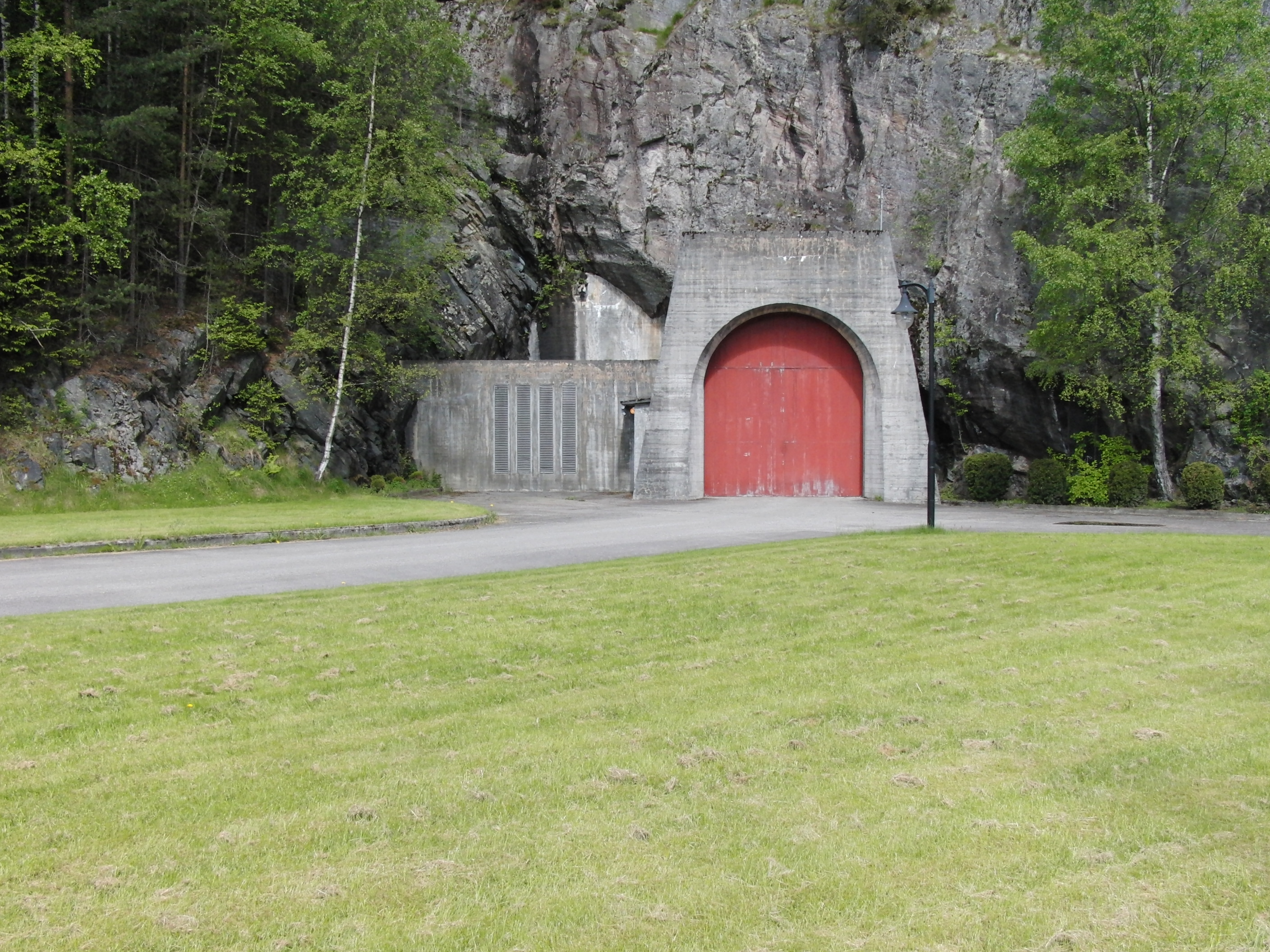
Sundsbarm kraftverk

## Verkehr
Die E134 (Drammen-Haugesund) geht quer durch die Kommune und triff am Verwaltungssitz Seljord auf den Rv 36, der nach Bø und Grenland führt. Mehrere Provinzstraßen -mit Fv. gekennzeichnet- führen durch die Kommune.

## Wappen
Das Wappen entstand 1989 und zeigt „auf rotem Schild eine Seeschlange“, was die Legende um den Selma, das Ungeheuer im Seljordsvatn, darstellen soll.

## Kultur
Die Landwirtschaftsmesse Dyrsku'n, die es seit 1866 in Seljord gibt, hat sich zu einem bedeutenden Handelsmarkt entwickelt und findet jedes Jahr im September statt. Im Juli wird jedes Jahr das Seljordvestival veranstaltet mit Theater, Wettbewerben in Tanz und Geigenspiel und Kunstausstellungen.

## Persönlichkeiten
- Nils Olsson Langedal (ca. 1720 – ca. 1800), bekannt als Sterke-Nils
- Solveig Sundbø Abrahamsen (* 1963), Politikerin